# 338
| [ Edytuj tabelę ] |                                                                      |
| Król Aksum        | - 320 Ezana 360                                                      |
| Król Armenii      | - 330 Chosroes II 338                                                |
| Władca Guptów     | - 330 Samudragupta 375                                               |
| Władca Korei      | - 331 Kogugwŏn 371                                                   |
| Papież            | - 337 Juliusz I 352                                                  |
| Król Persji       | - 309 Szapur II 379                                                  |
| Cesarz Rzymu      | - 337 Konstancjusz II 361 - 337 Konstans 350 - 337 Konstantyn II 340 |

Rok 338 / CCCXXXVIII
stulecia: III wiek ~
IV wiek ~
V wiek

lata: 328 «
333 «
334 «
335 «
336 «
337 «
338
» 339
» 340
» 341
» 342
» 343
» 348

## Zmarli
- Euzebiusz z Cezarei (ur. 268), autor Historii Kościoła i Kroniki – zarysu dziejów powszechnych (data sporna lub przybliżona)